# DASH福山駅前
DASH福山駅前（ダッシュふくやまえきまえ）は、広島県福山市にある兵庫県競馬組合の場外勝馬投票券発売所である。

## 概要
福山市競馬事務局が運営する福山競馬場の場外発売所『福山駅前場外発売所』として開設された。2013年3月の福山競馬場廃止後、兵庫県競馬組合が園田・姫路競馬場場外として居抜きのかたちで運営を引き継ぎ、同年6月からDASH場外として運営を再開した。
2016年には『J-PLACE福山駅前』として、日本中央競馬会（JRA・中央競馬）の場外発売も開始した。当初は「すべての開催日に各場メイン競走のみ・前日発売は有馬記念のみ」発売でスタートしたが、2017年に「すべての開催日に各場の全競走」に拡大された（前日発売は引き続き有馬記念のみ）。その後、遅くとも2023年までに東京優駿（日本ダービー）でも前日発売を開始している。
2021年に同じく福山競馬場外から転換したDASH柳津が入居元のゆめタウン松永閉店と共に営業を終了したため、DASH福山駅前は福山市内に現存する最後の福山競馬場関連施設となった。
発券機はDASH柳津共々福山場外時代から日本トーター製の発券機を採用。この関係で、富士通フロンテックを採用する他の園田・姫路場外との間にも払戻の互換性がなく、J-PLACE他場のみならず地方競馬の投票券でも富士通・日本ベンダーネット製の発券機で購入したものはすべて本場に購入情報の照会を行う関係で、事前に問い合わせが必要である。

## 発売・払戻時間

### 地方競馬開催日
発売・払戻
昼間開催・園田ナイター開催 10:00 -
他場ナイター開催 12:00 -
ナイターのみ開催時は14:00開場
払戻は開催日の営業時間内に準ずる。

### 中央競馬開催日
発売・払戻
9:30 -
JRA全日程の全レース発売（前日発売は原則として有馬記念）
払戻はJRA発売日および地方競馬発売日、営業時間内に準ずる。